# Fietssnelweg F45

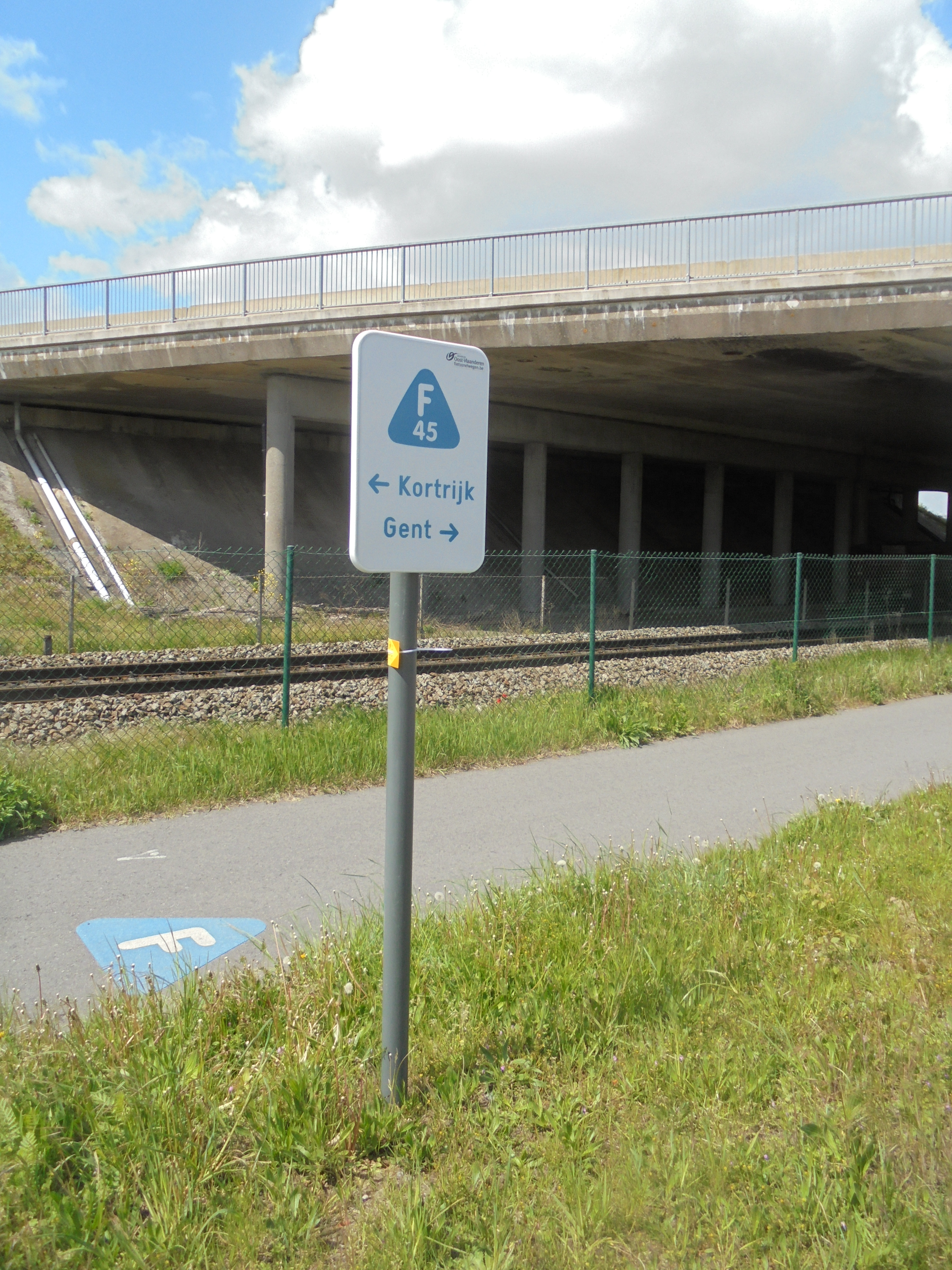
Signalisatie F45 ter hoogte van de E17.

De fietssnelweg F45 is een fietssnelweg van 61 km lang van Kortrijk, via Avelgem en Oudenaarde naar Gent.
Deze fietssnelweg loopt vanaf Marke langs de spoorweg en het station van Kortrijk, en daarna langs het tracé van een oude spoorweg via Zwevegem tot aan de nieuwe fietsbrug over de Schelde in Avelgem. Dit eerste deeltraject heet Guldensporenpad.
In Kluisbergen loopt de F45 verder op de oude spoorwegbedding Moeskroen-Oudenaarde tot in Oudenaarde (parallel aan de N8). Vanaf Oudenaarde volgt de F45 het jaagpad langs de Schelde, om vanaf Zingem over Gavere richting De Pinte grotendeels naast de spoorlijn Gent-Ronse te lopen. Vanaf De Pinte ligt deze fietssnelweg (vanaf hier samen met F7) op de oude bedding van de spoorlijn Gent-Kortrijk om zo over de nieuwe Parkbosbruggen Gent binnen te gaan.

## Aansluitingen
De F45 sluit aan op volgende andere fietssnelwegen: F361 (Roeselare-Kortrijk), F374 (Kortrijk-Zwevegem), F40 (Binnenring Gent), F40 (Buitenring Gent), F400 (Gentse fietsring), F419 (Oudenaarde-Zottegem) en F7 (Gent-Kortrijk).

## Signalisatie
Waar signalisatie aangebracht is, bestaat die uit borden en markeringen op de grond. Men herkent ze aan het blauwe fietszadel met daarin de witte letter F. De borden geven de richting aan en op belangrijke knooppunten geven ze meer uitgebreide informatie over de richting naar de eerstvolgende gemeenten en het einde van de route. De markeringen op de grond bevestigen dat men nog steeds op de route is.

## Plaatsen langs de F45
- Gent
- De Pinte
- Eke
- Asper
- Zingem
- Eine
- Oudenaarde
- Kluisbergen
- Avelgem
- Zwevegem
- Kortrijk